# Tomoyoshi Tsurumi
Tomoyoshi Tsurumi (鶴見 智美 Tsurumi Tomoyoshi?), född 12 oktober 1979 i Yamanashi prefektur, är en japansk före detta fotbollsspelare.
Tsurumi började sin karriär 2002 i Ventforet Kofu. 2003 flyttade han till Shimizu S-Pulse. Efter Shimizu S-Pulse spelade han för Cerezo Osaka. Han gick tillbaka till Ventforet Kofu 2006. Han avslutade karriären 2008.